# Typha orientalis
Espèce
Classification APG III (2009)
Typha orientalis est une plante vivace du genre Typha de la famille des Typhaceae qui croît au bord des rivières et cours d'eau à débit lent, ainsi qu'au bord des étangs et des lacs d'Australie, de Nouvelle-Zélande, de Malaisie, d'Indonésie et des régions du Pacifique occidental. Elle fleurit dans l'hémisphère sud entre décembre et février et donne des fruits entre mars et juin.

## Description
Cette plante rhizomateuse peut atteindre trois mètres de hauteur. Ses inflorescences mesurent entre 300 et 500 mm de longueur. La fleur femelle mesure jusqu'à 25 mm de diamètre, la fleur mâle est plus étroite et séparée de la femelle par une courte tige.

## Chez les Maoris

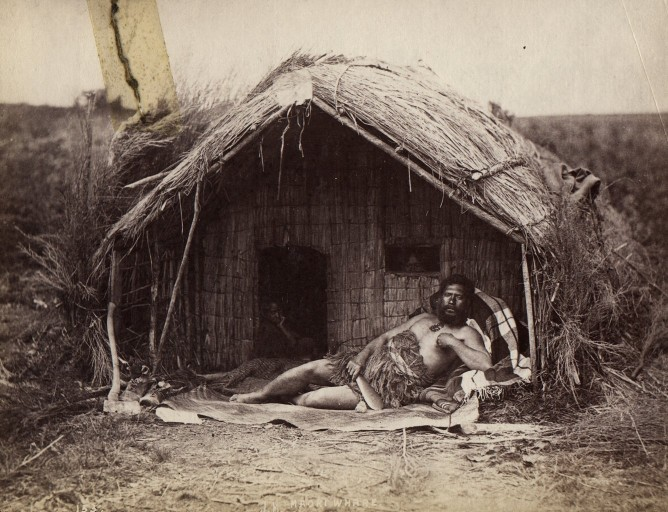
Une maison (Whare) traditionnelle Māori

Typha orientalis est utilisé par les Maoris sous le nom de Raupō. Ils cuisent et consomment son rhizome et font des galettes avec ses inflorescences. Quant à ses feuilles, ils s'en servent pour couvrir leurs toits et faire des cloisons et même pour leurs canots. Les Maoris ont introduit cette plante aux îles Chatham.

## Taxonomie
Synonymes:
- Typha muelleri Rohrb.
- Typha shuttleworthii subsp. orientalis (C.Presl) Graebn.

## Liens externes

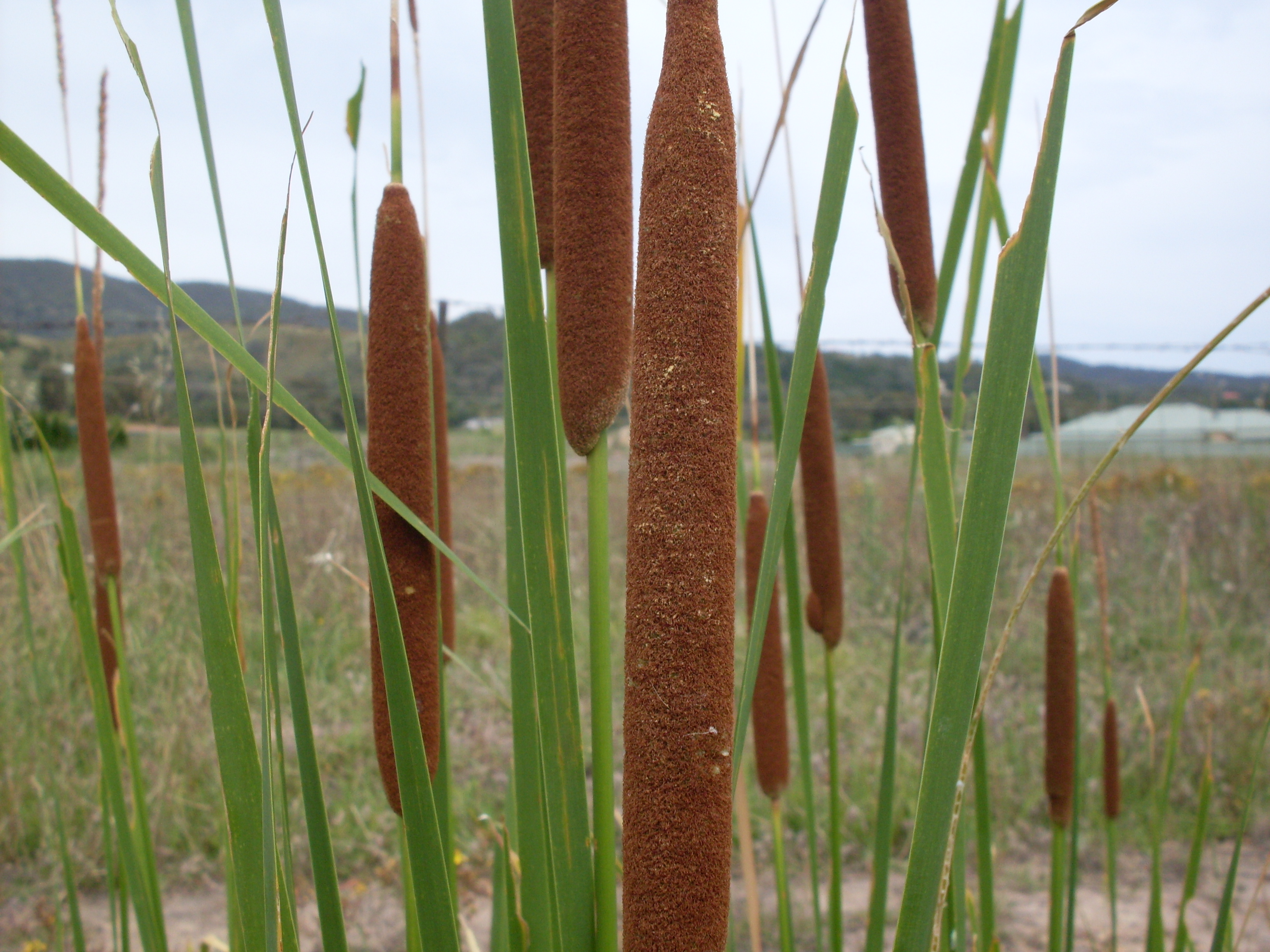
Typha orientalis en Australie